# Acer laisuense
Acer laisuense là một loài thực vật có hoa trong họ Bồ hòn. Loài này được W.P.Fang & W.K.Hu mô tả khoa học đầu tiên năm 1966.